# 묵상
묵상(默想, 영어: contemplation)은 특정 대상을 깊게 생각하는 행위이며 종교적인 관점에서 묵상은 기도 및 명상을 수행하는 방법 중 하나이다.

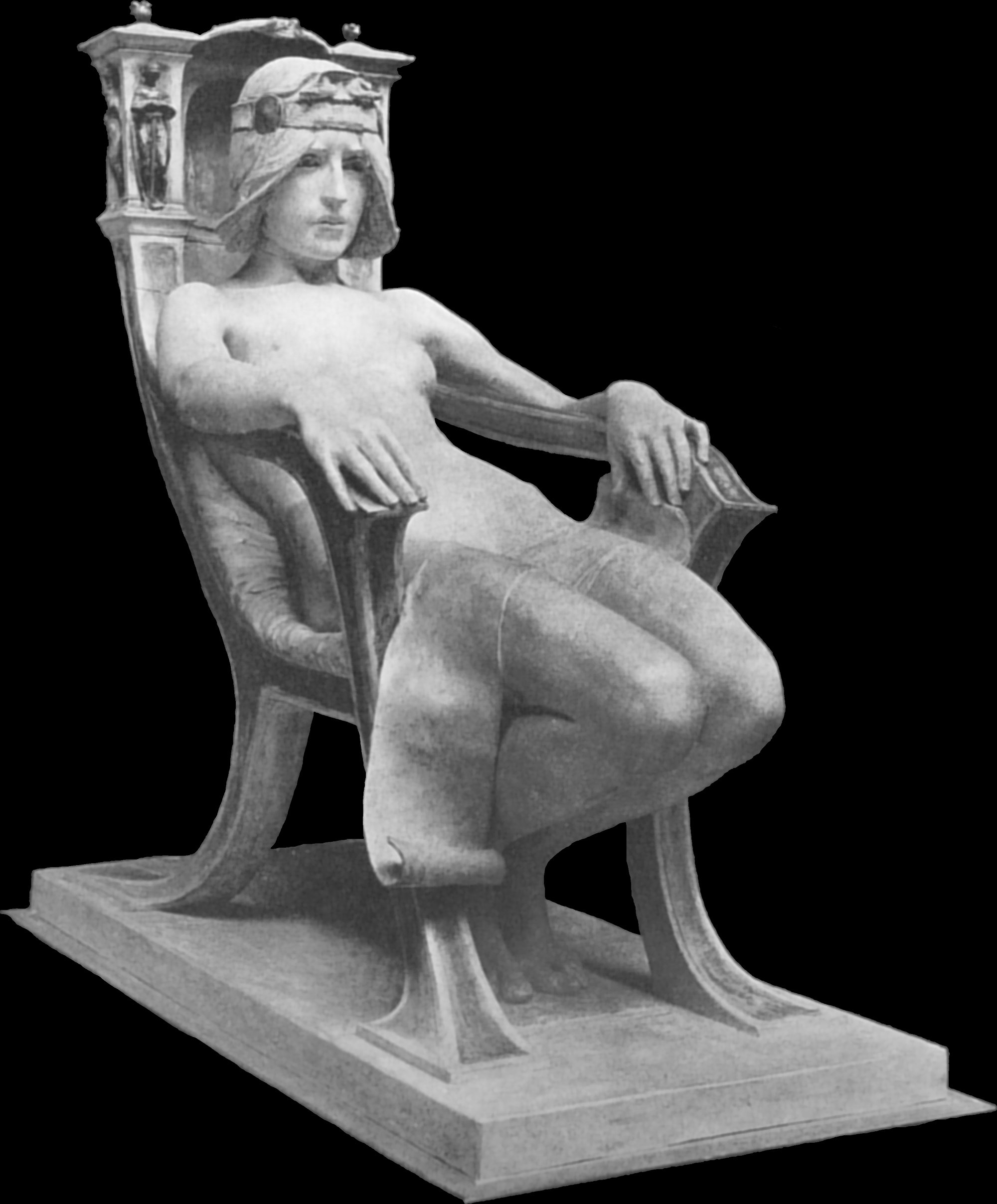
The Spirit of Contemplation 알버트 토프트 제작

## 역사
묵상은 플라톤 철학의 중요한 부분이었다. 플라톤은 묵상을 통해 영혼이 좋은 형태 나 다른 신성한 형태의 지식으로 올라갈 것이라고 생각했다. Plotinus as a (neo) Platonic 철학자는 또한 henosis에 도달하기위한 가장 중요한 구성 요소로서 숙고를 표현했다. 플롯 티 누스 (Plotinus)에게 하나님, 모나드 또는 하나라는 비전을 경험하는 것이 가장 큰 묵상이었다. Plotinus는 Enneads의 작품에서이 묵상의 경험을 묘사한다. 그의 학생 반암 (Porphyry)에 따르면 플롯 티 누스 (Plotinus)는 그가 4 번이 경험을 했다고 말했다. Plotinus는 Enneads 6.9.xx에서 자신의 묵상에 대한 경험을 썼다.

## 개요
묵상이라는 단어는 라틴어 단어 contemplatio에서 파생된다. 그것의 뿌리는 또한 라틴어 단어 templum, 후원의 받음을 위해 봉헌 된 땅 조각, 또는 예배를위한 건물, Proto-Indo-European 기초 가 되었고 유럽에서 기초 -"스트레칭 "- 따라서 제단 앞의 정리 된 공간을 가리킨다. 라틴어 단어 contemplatio는 그리스어 θεωρία (theòría)를 묵상의 의미를 번역하는 데 사용되었다.

## 명상과 묵상의 차이점
기독교에서 묵상이란 살아있는 현실로서의 하나님에 대한 인식을 향한 내용없는 마음을 의미한다. 이것은 어떤면에서 동양 종교에서 기도를 하는 행위인 사마 디 (samadhi)라고 불리는 것에 해당한다. 한편 서양 교회에서 수세기 동안 묵상은 이그나 티아 운동이나 개종자와 같이 성서적 장면을 시각화하는 것과 같은 것에서 활발한 수행과정으로 연습을 언급했다. 정신 분야 전문가는 "성경의 내용을 듣고 "마음의 귀"는 마치 그 또는 그녀가 하나님과 대화하고있는 것처럼, 그리고 하나님은 토론 할 주제를 제안하고 계신다.라고 묵상의 목표를 제시했다.
토마스 아퀴나스는 묵상에 관하여 다음과 같이 썼다. "인간 공동체의 유익을 위해서는 묵상의 삶에 헌신하는 사람들이 있어야한다." 토마스 아퀴나스를 연구한 독일인 기독교 철학자 조셉 피퍼(Josef Pieper)는 다음과 같이 논평했다. "인간 사회의 한가운데에 보존되어있는 진실성은 한 번에 동시에 쓸모 없으며 모든 가능한 사용에 대한 척도가 된다. 따라서 진실을 유지하는 것도 고려 중이다."

## 같이 보기
- 명상